# حسرم
حُسْرُم أو حُمرور أو أبو عينين أو أبو منظرة (الاسم العلمي Priacanthus)، جنس أسماك بحرية من فصيلة كبيرات العيون. بدءاً من عام 2012 وصف 12 نوعاً لجنس حسرم.